# بابی داوسون
بابی داوسون (انگلیسی: Bobby Dawson; ۳۱ ژانویهٔ ۱۹۳۵ – ۱۹۸۰ (۴۴−۴۵ سال)) بازیکن فوتبال اهل بریتانیا بود.
از باشگاه‌هایی که در آن بازی کرده‌است می‌توان به باشگاه فوتبال گیتزهد، باشگاه فوتبال لیدز یونایتد، و باشگاه فوتبال ساوت شیلدز اشاره کرد.